# Spanglish

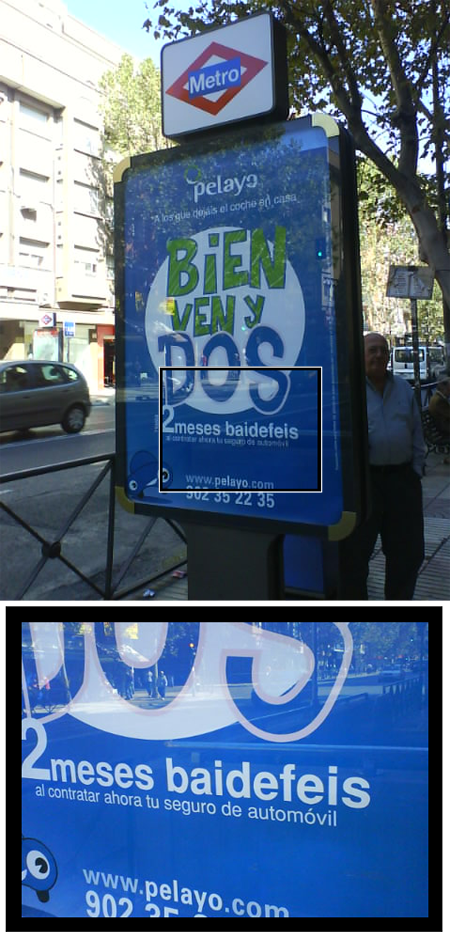
Cartellone pubblicitario umoristico fotografato a Madrid in cui compare l'espressione baidefeis - derivata dell'inglese "by the face" - invece dello spagnolo gratis ("por la cara").

Con il termine di Spanglish si intendono i fenomeni di interazione tra lo spagnolo e la lingua inglese da parte di coloro che parlano spagnolo negli Stati Uniti. Il termine è stato coniato dal linguista portoricano Salvador Tió negli anni quaranta. Altri termini designati per far riferimento allo stesso sono inglañol, espanglish (o espanglis, togliendo la h finale per coerenza con la grafia spagnola) e espanglés, sebbene Spanglish sia quello più usato.
Si tratta di un fenomeno riscontrabile soprattutto presso il confine tra il Messico e gli Stati Uniti, come nelle zone della Florida oppure di Los Angeles. Tuttavia, anche la stessa New York City, tendenzialmente bilingue, è interessata. Proprio in questa città, grazie a dati recenti, sappiamo che lo Spanglish è la terza lingua per numero di persone che la parlano.
Si tratta di una parola macedonia creata per indicare tutta una serie di fenomeni. Lo spanglish inoltre, è un classico esempio di bilinguismo / semi-lingualismo. L'acquisizione della prima lingua viene interrotta o l'immissione della lingua non strutturata segue dalla seconda lingua.
Alcune volte, si tratta del code switching tra le due lingue, dunque il cambio di lingua all'interno della stessa frase. Altre volte, si può parlare semplicemente di una varietà particolare di spagnolo della quale si riportano degli esempi:
- te veo dall'inglese  see you (soon) per dire hasta pronto o hasta luego ('arrivederci')
- no hace sentido dall'inglese it does not make sense (non ha senso) al posto di no tiene sentido ('non ha senso')
- Shorts - dall'inglese short - per dire pantalones cortos
- El rufo del bildin - da the roof of building - per dire el techo del edificio.
- Rentar - dall'inglese to rent - per alquilar
- vamos a uochar dall'inglese to watch = guardare, per dire stiamo a vedere, o andiamo a guardare .

Gli esempi riportati sono classici casi di calco linguistico.
Lo Spanglish ha, come parola, spesso una connotazione dispregiativa; va detto però che persino alcuni musicisti come Ricky Martin, Ariana Grande oppure Aventura hanno inciso versioni in Spanglish di alcuni loro successi. Tra le canzoni in Spanglish di maggior successo, sono degni di menzione i brani di Daddy Yankee come Con calma.
I suoi detrattori ritengono che l'inglese abbia brutalmente invaso lo spagnolo e che la lingua di Cervantes, Lorca e Márquez sia trattata come se non avesse una propria essenza e dignità.

## Storia
Alla fine degli anni quaranta il giornalista, poeta e saggista portoricano Salvador Tió coniò i termini Espanglish e il meno comunemente usato Inglañol in riferimento alla varietà della lingua inglese fortemente influenzata dallo spagnolo, comunemente parlata nelle comunità ispaniche statunitensi.
Nel 1898, dopo che Puerto Rico divenne territorio degli Stati Uniti, lo Spanglish divenne sempre più comune dal momento che l'esercito degli Stati Uniti e la prima amministrazione coloniale cercarono di imporre l'utilizzo della lingua inglese ai residenti dell'isola. Tra il 1902 e il 1948, la principale lingua di insegnamento nelle scuole pubbliche (usata per tutte le materie tranne i corsi di lingua straniera) era l'inglese. Attualmente Puerto Rico è uno dei pochi territori che possiedono sia l'inglese che lo spagnolo come lingue ufficiali.
Lo Spanglish non possiede un unico dialetto, difatti le varietà di Spanglish parlate a New York, Florida, Texas e California differiscono tra di loro tanto che coloro che parlano principalmente lo spagnolo possono avere difficoltà nel comprenderlo.